# Sumilon Island
Sumilon Island ist eine Insel der Provinz Cebu auf den Philippinen. Sie liegt etwa 2,5 km vor der Südostküste der Insel Cebu, in den Gewässern der Straße von Cebu. Die Insel hat eine Fläche von circa 24 Hektar und wird von der Stadtgemeinde Oslob aus verwaltet. Die Insel ist in Privatbesitz des Sumilon Blue Water Resorts.
Die Insel hat eine ovale Form. Der etwa 550 Meter langen und ca. 800 Meter breiten Insel sind zahlreiche Korallenriffe und Seegraswiesen vorgelagert, die teilweise vom Sumilon Marine Reserve geschützt werden. Es wurde 1974 zunächst initiiert und später in den Schutzbestimmungen erweitert und ist ein Gemeinschaftsprojekt der Hotelbetreiber, der Silliman University, Dumaguete City und der Gemeindeverwaltung. Die geschützten Gebiete umfassen 39 Hektar, dieses entspricht 25 % der gesamten Korallenriffe der Insel. In den Gewässern der Insel halten sich sehr häufig Walhaie auf.
Die Topographie der Insel ist sehr flach ohne größere Erhebungen. Auf der Insel steht ein Leuchtturm und ein historischer Wachturm. Die Insel hat einen dichten Pflanzenwuchs, der hauptsächlich aus tropischen Baumarten besteht. Eine Fährverbindung zur Insel besteht vom Hafen in Oslob aus, sie dauert ca. 60 bis 90 Minuten.